# Désiré Ecaré
Désiré Écaré (Treichville, 15 de abril de 1939- Abiyán, 17 de febrero de 2009), fue un director, guionista y productor marfileño. En 1985 obtuvo el Premio FIPRESCI por su película Visages de femmes.

## Biografía
Désiré Ecaré vivió la mayor parte de su infancia en Abiyán en el seno de una familia de diez hijos en la que todos iban a la escuela. Su padre fue funcionario y su madre ama de casa. Comenzó su educación secundaria en el Colegio Católico de Daloa, luego en el Colegio de Orientación de Plateau y finalmente en el Liceo Clásico de Abiyán. En 1959 asistió al Centro de Arte Dramático de Abiyán. Salió de Costa de Marfil hacia Francia el 19 de septiembre de 1961 gracias a una beca del gobierno marfileño y obtuvo el bachillerato en ciencias experimentales Estudiante brillante, ingresó en el Centre d’Art Dramatique de la Rue Blanche, donde obtuvo un segundo premio de arte dramático dos años más tarde, y se incorporó al IDHEC en 1965, donde obtuvo un diploma de dirección y producción en 1966. Allí conoció a su futura esposa, de origen finlandés, con la que tuvo dos hijos
Ecaré comenzó su carrera como actor de teatro al unirse a la Compagnie du Toucan creada por Jean-Marie Serreau. Creó su propia productora, Les Films de la Laguna, para realizar su primera película, el cortometraje Concerto pour un exil, sobre un tema sugerido por su esposa Marjietta Ecaré: la alienación social y psicológica de los africanos que viven en París Para obtener la financiación vendió su propio coche y el jefe de la oficina de cine del Ministerio de Cooperación, Jean-René Debrix, le entregó diez rollos de película. Tras ver las primeras pruebas el director de Argos Films, Anatole Dauman, le proporcionó los fondos necesarios para completar la obra Concerto pour un exil se basa en gran medida en la improvisación de los actores que, a excepción de Claudia Chazel, no son profesionales. Henri Duparc, quien estudiara en el IDHEC con Ecaré, sustituyó en ocasiones a algunos actores ausentes, al igual que su esposa Ganó el Premio del Cine Joven en Hyères y fue seleccionado para la Semaine de la critique del festival de Cannes en 1968. También fue premiado en Oberhausen, Taschkent y en el Festival de cine de Cartago
En 1970 rodó À nous deux, France! en París con Pierre Garnier, Frédérique Layne y Marie Gabrielle N’Guipie. de nuevo sobre la alienación, pero de forma satírica. El tema del mediometraje se centra en las mujeres africanas, despreciadas por los africanos que vinieron a estudiar a París, quienes prefieren a las mujeres occidentales. Producido por Argos Films y Films de la Laguna el rodaje se completó en tres meses con un presupuesto de 20.000 dólares. La música es de Memphis Slim, quien actuará en su estreno en Abiyán el 16 de junio de 1970. Obtuvo el Premio especial del jurado en Hyères. La película está basada en la ironía y juega con el movimiento de la negritud, lo que hizo que fuera prohibida en Senegal durante la presidencia de Léopold Sédar Senghor
Regresó a Abiyán en 1972 y se convirtió en funcionario, como consejero del Ministro de Turismo y Cultura sobre el impacto del turismo en el patrimonio cultural marfileño, pero renunció en 1973 para realizar su tercera y última película, Visages de femmes, pero tuvo que dejar de filmarla por falta de fondos. Intentó conseguir dinero montando una granja de cerdos y luego compró el restaurante “Le Maquis” en Uagadugú. De regreso a Abiyán en 1983, completó Visages de femmes, que produjo y dirigió con un presupuesto total de 280.000 dólares. La película se presentó en 1985 en la Semaine de la critique del Festival de Cannes y ganó el Premio FIPRESCI. Estrenada en París unas semanas más tarde, fue vista por 130.105 espectadores a lo largo de 16 semanas, pero la película provocó un escándalo debido a una larga escena de amor explícita y fue prohibida en Costa de Marfil “por obscenidad y faltas al pudor”, lo que provocó grandes debates y un mayor interés por parte del público.
Désiré Ecaré intentó luego dirigir un guion escrito unos años antes, titulado Affaires africaines. Posiblemente titulado Indépendance cha cha, “sería la historia de todos los cambios que ha sufrido África desde la independencia, a través de los ojos de dos campesinos”, dijo Désiré Ecaré a Jacques Siclier. “Todo cambia a su alrededor, excepto su pequeña existencia”. Planeó un gran presupuesto pero no pudo obtener financiación y el proyecto quedó aparcado.

## Filmografía

### Cortometrajes
Director, guionista
- 1967 - Concerto pour un exil (+ guionista, escritor de diálogos, autor de comentarios y editor)

### Largometrajes
Director, guionista, productor
- 1970 - À nous deux France! (Femme nue, femme noire) (+ guionista) con Pierre Garniel, Frédérique Layne y Marie Gabrielle N’Guipie.[11]

- 1985 - Visages de femmes’' (+productor y guionista) con Eugénie Cissé-Roland, Sidiki Bakaba, Albertine N’Guessan, Kouadio Brou y Véronique Mahile [16]